# Brasiliorchis porphyrostele
Brasiliorchis porphyrostele är en orkidéart som först beskrevs av Heinrich Gustav Reichenbach, och fick sitt nu gällande namn av Rodrigo Bustos Singer, Samantha Koehler och Germán Carnevali. Brasiliorchis porphyrostele ingår i släktet Brasiliorchis och familjen orkidéer. Inga underarter finns listade i Catalogue of Life.

## Bilder

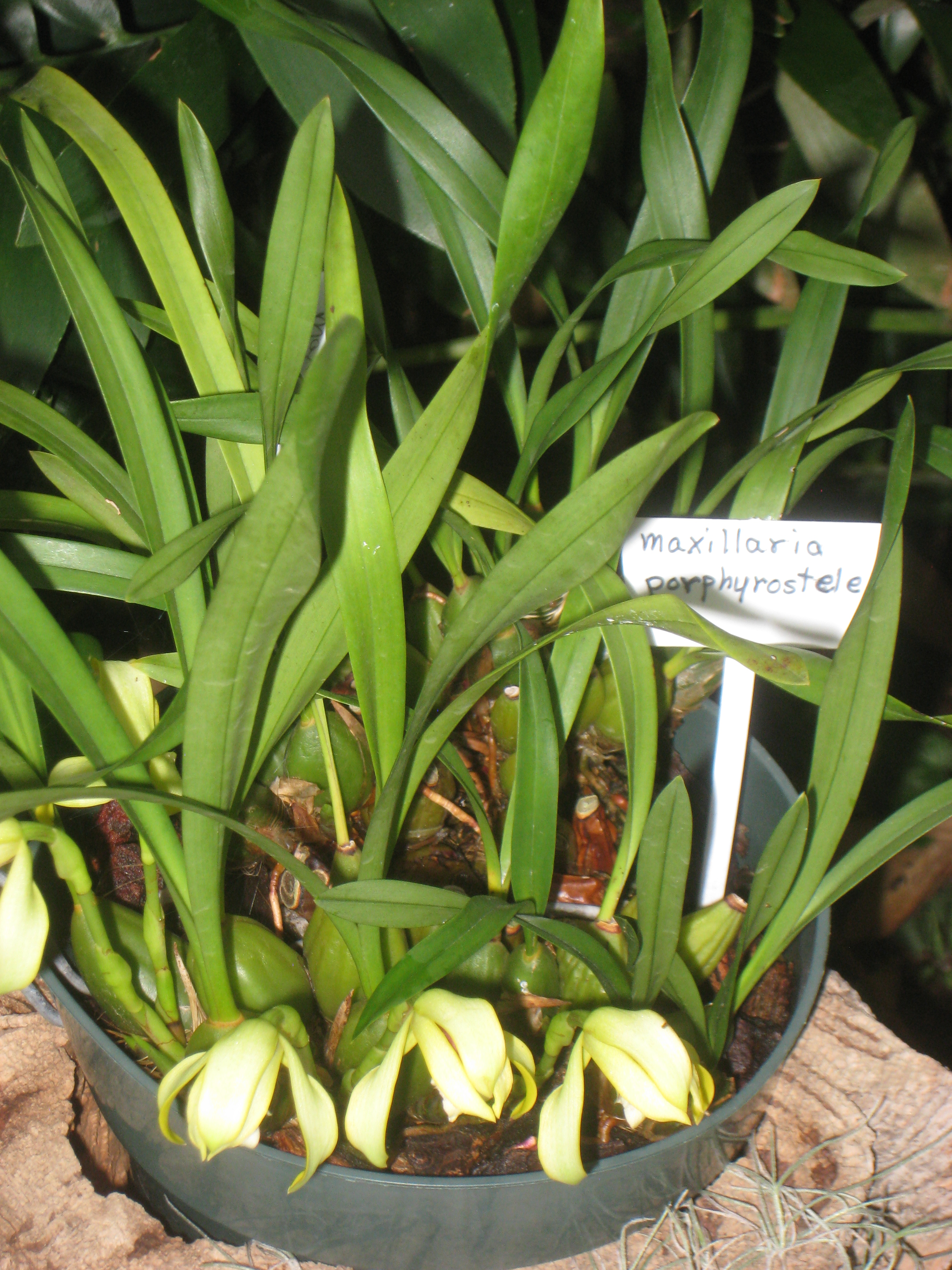
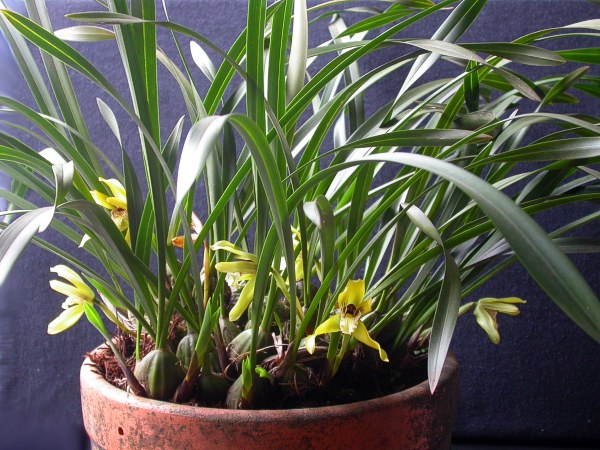
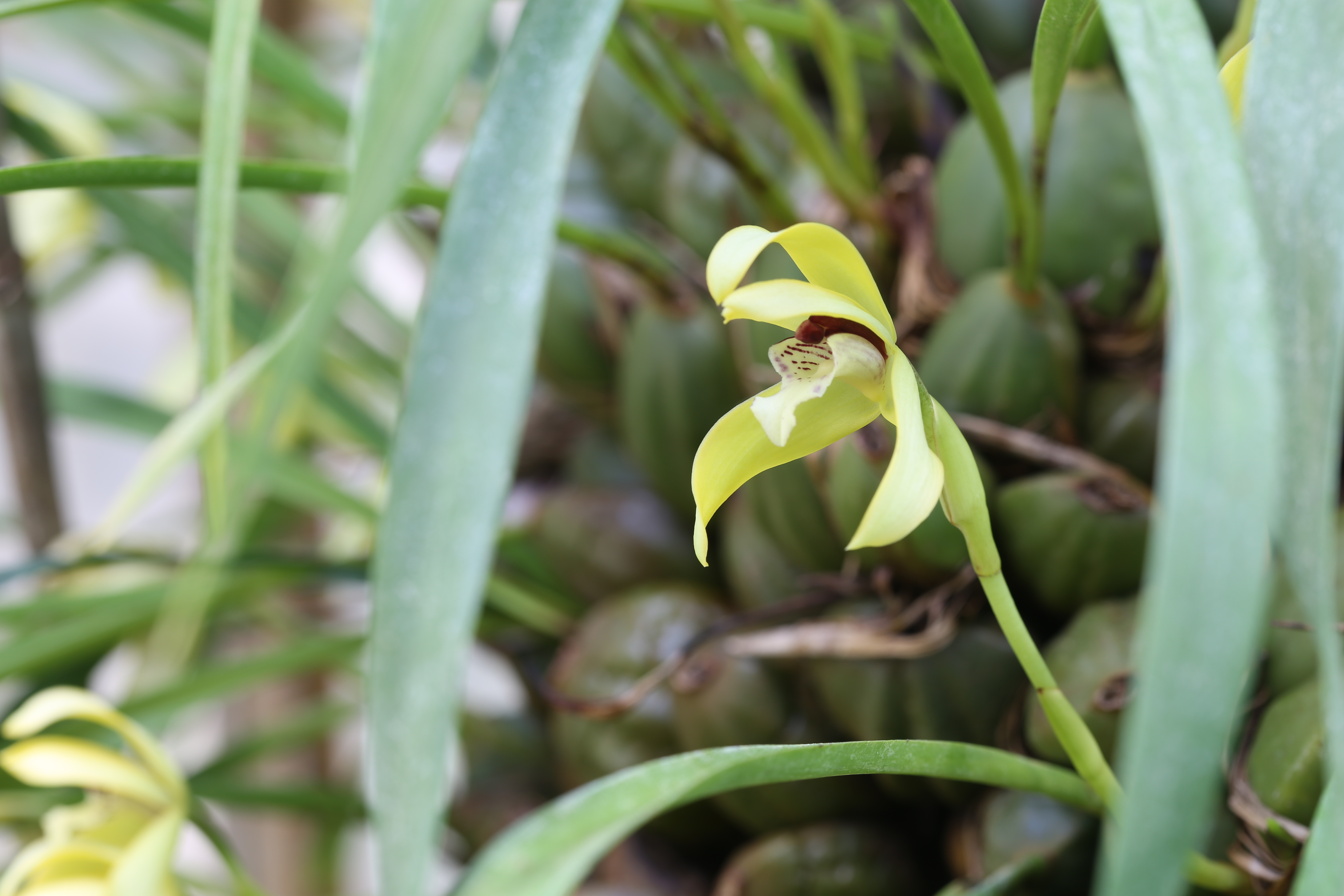
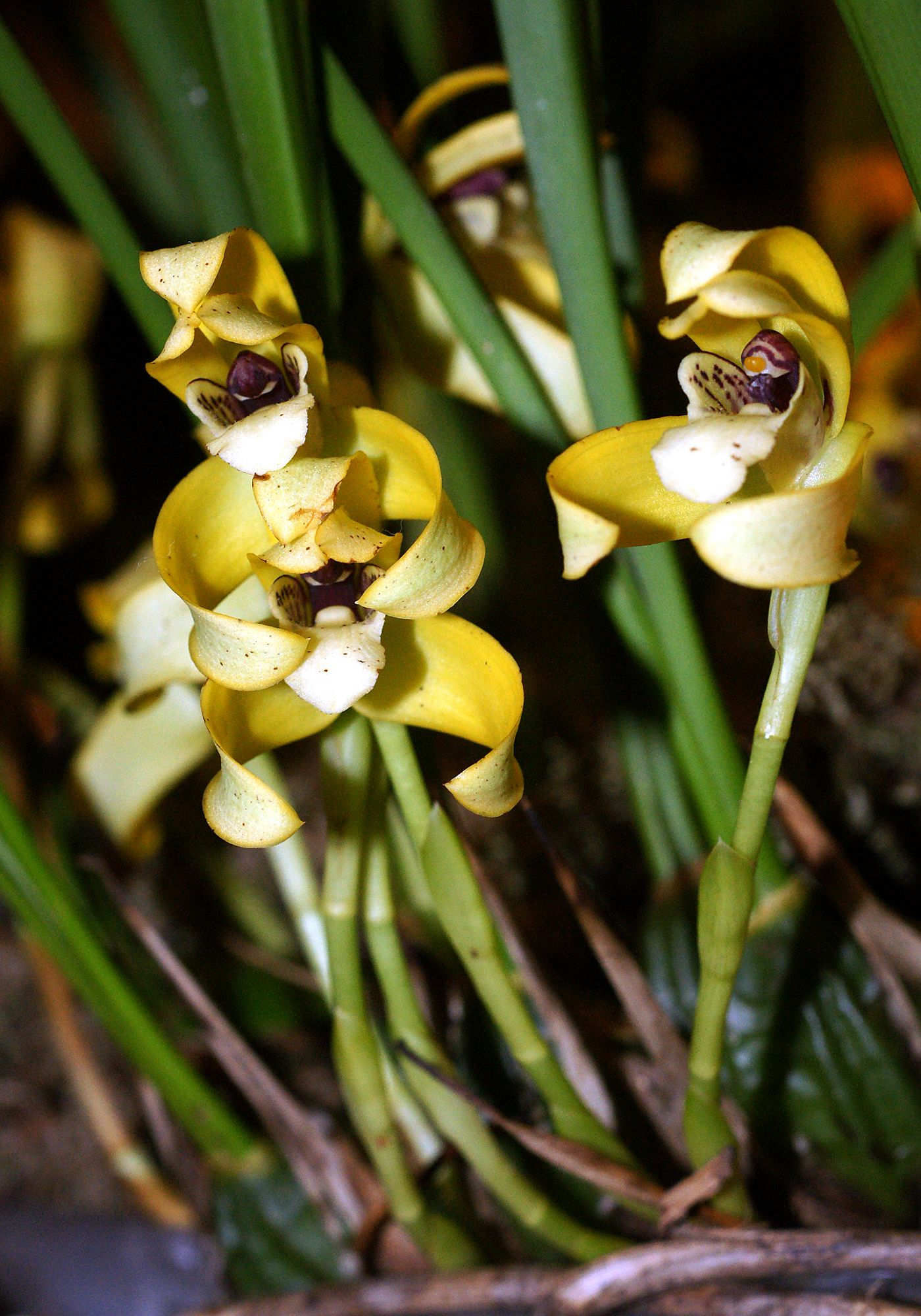
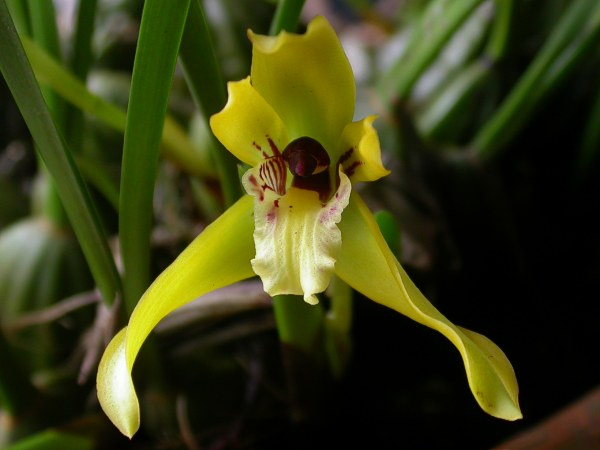
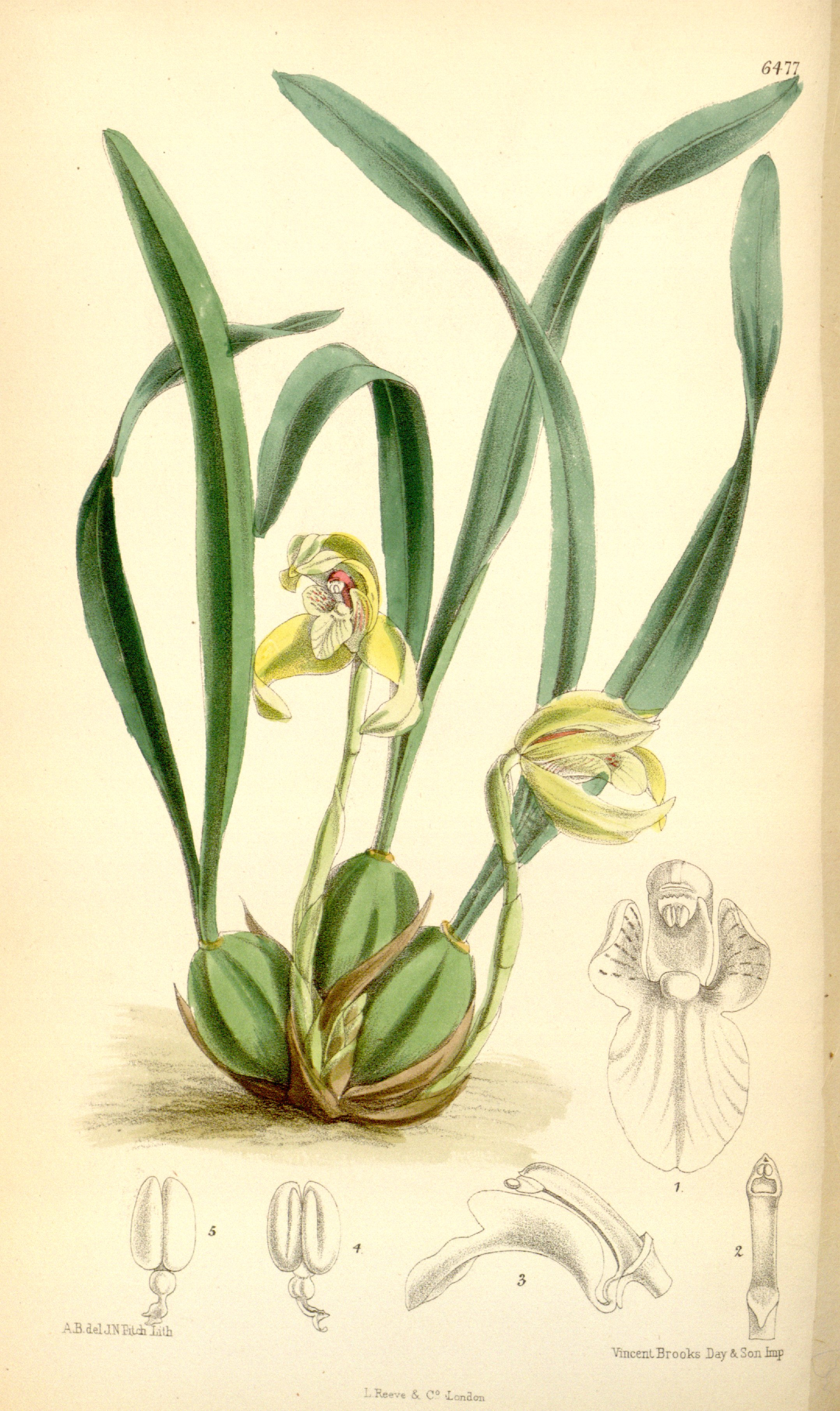